# Місячне затемнення

Мі́сячне зате́мнення — астрономічне явище, яке відбувається, коли Земля перебуває між Сонцем і Місяцем, і Місяць потрапляє в тінь чи напівтінь Землі.

## Класифікація

Розташування небесних тіл під час затемнення. A — Сонце; B — Земля; C — Місяць; D — Напівтінь; E — Повна тінь

Для розуміння різниці між повним і частковим затемненням Місяця слід розуміти поняття повної тіні та напівтіні.
- Тінь — геометричне місце точок, в яких Сонце повністю закривається Землею (тобто, його зовсім не видно).
- Напівтінь — геометричне місце точок, в яких лише частина Сонця закрита, а іншу частину видно.

### Повне затемнення
Відбувається, коли Сонце, Земля та Місяць вирівнюються так, що Місяць переходить у тінь Землі. Якщо Місяць потрапляє у тінь Землі повністю, сонячне проміння упродовж певного часу взагалі не потрапляє безпосередньо до його поверхні. Під час такого затемнення поверхня Місяця стає темно-червоною, але Місяць не зникає повністю. Темно-червоне забарвлення зумовлене слабким світлом, яке розсіюється крізь атмосферу Землі. Природа цього явища подібна до природи заграви, завдяки якій небо є червоним деякий час після заходу і до сходу Сонця. Для оцінки яскравості Місяця під час затемнення використовується шкала Данжона:
| Оцінка | Опис |
| ------ | --- |
| 0      | Дуже темне затемнення. Місяць в середині повної фази є майже невидимим.                                                      |
| 1      | Темне затемнення. Колір Місяця сірий або коричневий. Деталі поверхні важко розрізнити.                                       |
| 2      | Затеменення темно-червоного або іржавого кольору. Центральна частина тіні дуже темна, а її зовнішній край відносно яскравий. |
| 3      | Цегляно-червоне затемнення. Тінь зазвичай має яскравий або жовтий обідок.                                                    |
| 4      | Дуже яскраве мідно-червоне або оранжеве затемнення. Тінь має синюватий, дуже яскравий обідок.                                |

### Часткове затемнення
Настає, коли у тінь потрапляє лише частина Місяця. При такому типі затемнення, навіть в максимальній фазі, частина Місяця лишається в півтіні, і освітлюється прямими сонячними променями.

### Півтіньове затемнення
Якщо Місяць заходить тільки до напівтіні Землі, затемнення називають півтіньовим. Такі затемнення малопомітні й їх фіксують лише за допомогою приладів. Півтіньові затемнення також бувають повними, якщо весь Місяць потрапляє в напівтінь Землі, і частковими, якщо лише частина його потрапляє туди.

## Тривалість і частота затемнень
Тривалість повного затемнення Місяця може бути різною, найбільше  — 1 година 40 хвилин.
Поширена думка, що затемнення Сонця відбуваються рідше, ніж затемнення Місяця, не відповідає дійсності. Протягом року відбувається не менше двох затемнень Сонця, а за певних умов — п'ять. Натомість протягом року може відбутись не більше трьох затемнень Місяця, але може статися так, що не відбудеться й жодного (навіть часткового).
Між 1207 роком до н. е. і 2162 роком н. е., тобто впродовж 3369 років, має статися 8000 сонячних затемнень і 5200 затемнень Місяця. Таким чином, на 3 сонячних затемнення припадає 2 місячних.

Однак у будь-якому визначеному місці на Землі затемнення Місяця спостерігаються частіше, ніж затемнення Сонця. Справа в тому, що затемнення Сонця можна спостерігати лише у вузькій смузі на поверхні планети (шириною до 300 км для повних затемнень). У певній місцевості повні сонячні затемнення спостерігаються приблизно раз на 300 років, а часткові — десь раз на 30 років. Натомість затемнення Місяця видно майже з усієї нічної півкулі Землі, де Місяць перебуває над горизонтом.

## Затемнення місяця
| Місячні затемнення від 2013 до 2016 року | Місячні затемнення від 2013 до 2016 року | Місячні затемнення від 2013 до 2016 року | Місячні затемнення від 2013 до 2016 року | Місячні затемнення від 2013 до 2016 року | Місячні затемнення від 2013 до 2016 року | Місячні затемнення від 2013 до 2016 року |
| ---------------------------------------- | ---------------------------------------- | ---------------------------------------- | ---------------------------------------- | ---------------------------------------- | ---------------------------------------- | ---------------------------------------- |
| Вузол, що сходить                        | Вузол, що сходить                        | Вузол, що сходить                        |                                          | Вузол, що заходить                       | Вузол, що заходить                       | Вузол, що заходить                       |
| Сарос                                    | Дата                                     | Тип                                      | Сарос                                    | Дата                                     | Тип                                      |                                          |
| 112                                      | 25 квітня 2013                           | Часткове                                 | 117                                      | 18 жовтня 2013                           | Півтіньове                               |                                          |
| 122                                      | 15 квітня 2014                           | Повне                                    | 127                                      | 8 жовтня 2014                            | Повне                                    |                                          |
| 132                                      | 4 квітня 2015                            | Повне                                    | 137                                      | 28 вересня 2015                          | Повне                                    |                                          |
| 142                                      | 23 березня 2016                          | Півтіньове                               | 147                                      | 16 вересня 2016                          | Півтіньове                               |                                          |
|                                          |                                          |                                          |                                          |                                          |                                          |                                          |
| Попередня серія                          | 25 травня 2013                           | 25 травня 2013                           | Попередня серія                          | 28 листопада 2012                        | 28 листопада 2012                        |                                          |
|                                          |                                          |                                          |                                          |                                          |                                          |                                          |
| Наступна серія                           | 11 лютого 2017                           | 11 лютого 2017                           | Наступна серія                           | 18 серпня 2016                           | 18 серпня 2016                           |                                          |

| Місячні затемнення від 2016 до 2020 року | Місячні затемнення від 2016 до 2020 року | Місячні затемнення від 2016 до 2020 року | Місячні затемнення від 2016 до 2020 року | Місячні затемнення від 2016 до 2020 року | Місячні затемнення від 2016 до 2020 року | Місячні затемнення від 2016 до 2020 року |
| ---------------------------------------- | ---------------------------------------- | ---------------------------------------- | ---------------------------------------- | ---------------------------------------- | ---------------------------------------- | ---------------------------------------- |
| Вузол, що сходить                        | Вузол, що сходить                        | Вузол, що сходить                        |                                          | Вузол, що заходить                       | Вузол, що заходить                       | Вузол, що заходить                       |
| Сарос                                    | Дата Де видно                            | Тип Таблиця                              | Сарос                                    | Дата Де видно                            | Тип Таблиця                              |                                          |
| 109                                      | 18 серпня 2016                           | Кільцеподібне                            | 114                                      | 11 лютого 2017                           | Кільцеподібне                            |                                          |
| 119                                      | 7 серпня 2017                            | Часткове                                 | 124                                      | 31 січня 2018                            | Повне                                    |                                          |
| 129                                      | 27 липня 2018                            | Повне                                    | 134                                      | 21 січня 2019                            | Повне                                    |                                          |
| 139                                      | 16 липня 2019                            | Часткове                                 | 144                                      | 10 січня 2020                            | Кільцеподібне                            |                                          |
| 149                                      | 5 липня 2020                             | Кільцеподібне                            |                                          |                                          |                                          |                                          |
|                                          |                                          |                                          |                                          |                                          |                                          |                                          |
| Попередні                                | 16 вересня 2016                          | 16 вересня 2016                          | Попередні                                | 23 березня 2016                          | 23 березня 2016                          |                                          |
|                                          |                                          |                                          |                                          |                                          |                                          |                                          |
| Наступні                                 | 5 червня 2020                            | 5 червня 2020                            | Наступні                                 | 30 листопада 2020                        | 30 листопада 2020                        |                                          |

## Курйози
В історії української журналістики траплялись випадки неправдивих повідомлень про майбутні затемнення. Так, 27 травня 2018 повідомлення про Місячне затемнення, що нібито мало відбутися цього дня надрукували Факти (ICTV), gazeta.ua, «Сегодня», Еспресо TV, «Обозреватель» та інші.